# Найкращий товариш
«Найкра́щий това́риш» (англ. A Boy's Best Friend) — коротке науково-фантастичне оповідання американського письменника Айзека Азімова, уперше вийшло друком в березні 1975 року, часопис «Boys' Life». Увійшло до складу збірки «Все про роботів».

## Сюжет
Дія відбувається в далекому майбутньому на Місяці, який на той час населений. Пан та пані Андерсон придбали для сина Джіммі (який на відміну від батьків народився вже на Місяці) Робутта — робота-пса. Робутт був досить недешевим, та і його утримання теж потребує коштів. Для Джіммі роботичний пес стає найкращим товаришем, Робутт супроводжує його на кожному кроці, і при виході на місячну поверхню. Через певний час батьки Джіммі вирішують подарувати йому справжнього пса — привезти з Землі цуценя шотландського тер'єра. Однак Джіммі й Робутт на той час настільки прив'язані один до одного, що син і чути не хоче про батьківську пропозицію.